# Három csengő
A Három csengő 1941-es fekete-fehér magyar vígjáték Jávor Pál, Tolnay Klári és Mály Gerő főszereplésével.

## Szereplők
- Jávor Pál – Miklós, pincér
- Tolnay Klári – Anna, szobalány
- Mály Gerő – Zsiga bácsi
- Turay Ida – Böske
- Makláry Zoltán – Kowalszky
- Nagyajtay György – szobafőnök
- Rácz Vali – énekesnő
- Apáthi Imre – liftesfiú
- További szereplők: Bilinszky Ilona, Boray Lajos, Benkő Gyula, Baló Elemér, Harasztos Gusztáv, Jakab Mici, Kompóthy Gyula, Köpeczi-Boócz Lajos, Mihályffy Béla, Pataky Miklós, Pethes Ferenc, Simon Marcsa, Sugár Lajos, Szőreghy Gyula, Thuróczy Gyula